# 480p
480p 是一種影像顯示格式。字母p表示逐行掃描（progressive scan），數字 480 表示其垂直解析度，也就是垂直方向有480條水平的掃描線；而每條水平線分辨率有640個像素，纵横比（aspect ratio）为4:3，即通常所说的標準清晰度電視格式（standard-definition television，SDTV）。帧频通常为30赫兹或者60赫兹。一般描述该格式时，最后的的数字通常表示帧频。480p通常应用在使用NTSC制式的地区，例如北美、日本、台湾等。480p60格式被认为是準高清晰电视格式（enhanced-definition television，EDTV）。

## ATSC渐进模式标准
ATSC数字电视标准将480p定义为640×480p（4:3）像素分辨率，每秒24、30或60帧。当480p30在空中播出时，它被帧加倍，然后交错到480i60。空间分辨率没有改变，但以数字RGB格式存储的480p视频在模拟电视网络上播出时要进行转码和调制。然而，24帧需要使用3:2下拉技术进行处理，以便向电视广播，即使存储媒体的空间分辨率与输出分辨率相同。